# Kvalifikation (sport)
 For alternative betydninger, se Kvalifikation. (Se også artikler, som begynder med Kvalifikation)
En kvalifikation er en sportsturnering eller -begivenhed, hvor man finder de deltagere, der skal deltage ved en sportsbegivenhed eller en slutrunde. En kvalifikationsturnering kan foregå som et gruppespil, hvor man enten møder hver modstander ude og hjemme eller på et af de i puljen deltagende holds hjemmebane under et stævne. En kvalifikation kan også foregå som en knockoutturnering, hvor man er uden mulighed for kvalifikation i tilfælde af et nederlag – enten i én kamp eller samlet over flere kampe. Begge nævnte typer kan kombineres, så man f.eks. starter med et gruppespil og slutter med playoffkampe i knockoutformat for de kvalificerede deltagere.
I f.eks. Formel 1 gælder kvalifikationen dog blot om i hvilken rækkefølge deltagerne skal starte, når løbet køres.